# Potzner Frigyes
Potzner Frigyes (Fiume, 1901. április 7. – Budapest, 1993. február 19.) Kossuth-díjas (1957) tengerészkapitány.

## Életpályája
Szülővárosában a Tengerészeti Akadémia növendéke volt. 1922-ben került az Oceana Részvénytársasághoz. A társaság több hajóján is szolgált, majd a Fiumana Rt.-hez szegődött. Ennek megszűnése után a belga hajókon dolgozott. 1927–1928 között a neves flamand íróról elnevezett Hendrik Conscience gőzösön másodtisztként tevékenykedett. 1928–1929 között a Scheldesop nevű belga hajón elsőtisztként munkálkodott. Hajózott Anglia vizein, a Baltikumban és Kongóban is. A MAMPOKO gőzösön eltöltött idő után újra magyar hajókon kapott munkát; előbb a Transocania, majd a Pannónia Részvénytársaságnál.
Utóbbi vállalat Magyar nevű hajóján elsőtiszt volt, de a gőzös 1933-ban bekövetkezett elsüllyedésekor kénytelen volt Magyarországra jönni. 1934–1939 között az Angol-Magyar Hajózási Részvénytársaság CSÁRDA nevű gőzösének elsőtisztjeként kapott újabb munkákat. 1939-től parancsnokként az első hajója a Neptun Rt. Kelet gőzőse volt. A hajó elsüllyesztése után hazatérve Magyarországra a DTRT hajóin szolgált.
1945 után egyiptomi és magyar hajókon szolgált.

## Díjai
- Kossuth-díj (1957)[2]
- a kardokkal ékesített harmadosztályú német Sasrend